# Список мемориальных досок района Замоскворечье
Список мемориальных досок района Замоскворечье — перечень памятных досок, установленных в районе Замоскворечье Центрального административного округа города Москвы.
Мемориальные доски наряду с памятниками архитектуры и скульптурными памятниками являются частью исторического и культурного наследия города, наиболее массовой формой увековечивания исторической памяти художественными средствами. До революции 1917 года в Москве насчитывалось не более 20 памятных досок. За прошедшие десятилетия их количество увеличилось в сотни раз. Особенно стремительный рост начался с 1950-х годов. Всего на начало 2020 года в Москве установлено около 1600—1800 памятных досок, 32 из которых — в районе Замоскворечье. 
Большинство досок района Замоскворечье выполнены из камня или металла. Чаще всего используются гранит, мрамор, бронза. Самая распространённая форма досок — прямоугольная, вытянутая по вертикали, реже — по горизонтали. Также встречаются доски произвольной формы и составные доски из нескольких частей. Во многих случаях памятные доски — лишь плиты с текстом; тем не менее большинство из них помимо текста несут на себе разного рода изображения, в первую очередь портреты тех, кому они посвящены. 

## Легенда
- Изображение — фотография мемориальной доски.
- Посвящена — имя и род деятельности того, в память о ком установлена доска.
- Адрес — адрес и описание здания, на котором установлена доска.
- Надпись — текст надписи на доске (орфография и пунктуация сохранены).
- Описание — цвет, материал и описание элементов доски.
- Авторы — имена авторов доски; если авторы не указаны в источниках, то в ячейке стоит знак «—».
- Год — год установки доски; если год не указан в источниках, то в ячейке стоит знак «—».
- Пр. — ссылки на источники и на элемент доски в «Викиданных» (в виде значка «»).

Список отсортирован в алфавитном порядке по адресу. Сортировка может проводиться по столбцам «Посвящена», «Адрес» и «Год». 

## Список
| Изображение | Посвящена                                                                            | Адрес | Надпись | Описание | Авторы                                                       | Год  | Пр.                         |
| ----------- | ------------------------------------------------------------------------------------ | --- | --- | --- | ------------------------------------------------------------ | ---- | --------------------------- |
|             | Памяти профессионального общества рабочих металлургического и машинного производства | Улица Бахрушина, 12, стр. 1 | В этом доме помещалось в 1907 году профессиональное о-во рабочих металлург. и машин. производства Моск. пром. района Мосрайком металлистов 1906―1926 | Доска из чугуна с рельефом рабочего со знаменем на фоне заводского оборудования | —                                                            | 1926 | [ 9 ] [ 10 ] [ 11 ]         |
|             | Памяти событий Великой Отечественной войны                                           | Улица Бахрушина, 24, стр. 1 Школа № 627 имени генерала Д. Д. Лелюшенко | Здесь в здании школы в июле-ноябре 1941 года формировались части народного ополчения | Угловая четырехчастная доска из бронзы с барельефами: в центре юноша и девушка в полный рост, слева машина с ополченцами, справа ― городской пейзаж с оборонительными сооружениями; внизу ― прямоугольные блоки с пояснительными надписями | ск. В. Суровцев, Д. Суровцев, Е. Суровцева арх. Г. Т. Шугаев | 2001 | [ 12 ]                      |
|             | Бахрушину А. А. Купец                                                                | Улица Бахрушина, 31/12, стр. 1 Театральный музей имени А. А. Бахрушина | В этом доме жил и работал с 1896 года по 1929 год основатель Театрального музея Бахрушин Алексей Александрович | Доска из белого мрамора | —                                                            | 1967 | [ 9 ] [ 13 ] [ 14 ]         |
|             | Москаленко К. С. Военачальник, дважды Герой Советского Союза                         | Космодамианская набережная, 24, стр. 1 Здание Кригскомиссариата | Дважды Герой Советского Союза маршал Советского Союза Кирилл Семенович Москаленко работал в этом здании с 1953 по 1960 год | Доска из красного гранита с барельефным портретом | ск. И. А. Козлов арх. П. И. Козлов                           | 2011 | [ 15 ]                      |
|             | Крылову Н. И. Военачальник, дважды Герой Советского Союза                            | Космодамианская набережная, 24, стр. 1 Здание Кригскомиссариата | Здесь с 1960 года по 1963 год в должности командующего войсками Московского военного округа работал дважды Герой Советского Союза Маршал Советского Союза Крылов Николай Иванович | Доска из красного гранита с барельефным портретом | ск. Г. А. Огнев арх. В. А. Орбачевский                       | 1973 | [ 15 ] [ 16 ] [ 17 ]        |
|             | Говорову В. Л. Военачальник, Герой Советского Союза                                  | Космодамианская набережная, 24, стр. 1 Здание Кригскомиссариата | Командующий войсками Московского военного округа видный военачальник Герой Советского Союза генерал армии Владимир Леонидович Говоров работал в этом здании с 1972 по 1980 год | Доска из красного мрамора с барельефным портретом | ск. А. И. Рукавишников арх. С. А. Шаров                      | 2010 | [ 15 ]                      |
|             | Будённому С. М. Военачальник, трижды Герой Советского Союза                          | Космодамианская набережная, 24, стр. 1 Здание Кригскомиссариата | Здесь с 1937 года по 1939 год в должности командующего войсками Московского военного округа работал видный советский полководец трижды Герой Советского Союза маршал Советского Союза Семен Михайлович Буденный | Доска из красного гранита с барельефным портретом | ск. О. С. Кирюхин арх. Л. Г. Голубовский                     | 1977 | [ 18 ] [ 16 ] [ 19 ]        |
|             | Памяти павших в Великой Отечественной войне                                          | Люсиновская улица, 31, стр. 1 Школы № 553 | Вечная слава учащимся и преподавателям школы 553 погибшим за Родину в боях Великой Отечественной войны 1941―1945 года (далее перечислены 32 фамилии с инициалами) | Доска из чёрного мрамора со стилизованным изображением ордена Отечественной войны и вечного огня | —                                                            | 2005 | [ 18 ]                      |
|             | Памяти 9-й Московской стрелковой дивизии народного ополчения                         | 2-й Новокузнецкий переулок, 13/15, стр. 4 Здание кондитерской фабрики «Рот Фронт» | В этом здании в суровые дни Великой Отечественной войны ― в июле 1941 года ― формировалась 9 дивизия народного ополчения | Доска из серого гранита с изображением звезды | арх. Н. Г. Минаев                                            | 1970 | [ 18 ] [ 20 ] [ 21 ]        |
|             | Ленину В. И. Государственный деятель                                                 | Б. Овчинниковский переулок, 17 | В этом доме в квартире врача-марксиста А. Н. Винокурова в январе 1894 года состоялась встреча В. И. Ленина с первой марксистской группой | Доска из белого мрамора | арх. А. Б. Гурков                                            | 1967 | [ 22 ] [ 23 ] [ 24 ]        |
|             | Озерову Н. Н. Спортсмен                                                              | Озерковская набережная, 50, стр. 1 | Заслуженный мастер спорта СССР выдающийся спортивный комментатор Народный артист России Николай Николаевич Озеров президент международного спортивного общества «Спартак» работал в этом доме с 1991 по 1997 год | Доска из тёмно-бордового гранита сложной формы с бронзовым барельефным портретом | ск. А. В. Балашов                                            | 2005 | [ 22 ] [ 25 ]               |
|             | Ахматовой А. А. Поэтесса                                                             | Большая Ордынка, 17, стр. 1 | В этом доме в 1938―1966 годах приезжая в Москву подолгу жила и работала Анна Ахматова | Доска из бронзы сложной формы | ск. Д. М. Шаховской арх. В. Н. Шестопалов                    | 1989 | [ 22 ] [ 26 ]               |
|             | Васильеву В. Ф. Связист                                                              | Большая Ордынка, 25, стр. 1 Замоскворецкий узел связи | Васильев Виктор Фадеевич Бессменно с 1975 по 1994 год руководил московской городской телефонной сетью | Доска из красного гранита с врезным барельефным портретом | —                                                            | —    | [ 27 ]                      |
|             | Островскому А. Н. Драматург                                                          | Малая Ордынка, 9/12, стр. 6 Дом-музей Островского | В этом доме 12 апреля 1823 года родился великий русский драматург Александр Николаевич Островский | Доска из красного гранита | арх. В. А. Кожевников                                        | 1982 | [ 27 ] [ 23 ] [ 24 ]        |
|             | Лебедеву-Кумачу В. И. Поэт                                                           | Пятницкая улица, 6/1, стр. 1 Городская усадьба Еремеевых | Здесь родился и жил поэт Василий Иванович Лебедев-Кумач 1898―1910 | Доска из белого мрамора с бронзовым барельефным портретом | ск. В. М. Терзибашьян арх. И. А. Француз                     | 1956 | [ 27 ] [ 26 ] [ 28 ]        |
|             | Толстому Л. Н. Писатель                                                              | Пятницкая улица, 12, стр. 1 Толстовский центр на Пятницкой 12 | Министерство культуры Российской Федерации Государственный музей Л. Н. Толстого Толстовский центр на Пятницкой 12 | Доска из бронзы в форме открытой книги с барельефным портретом | ск. О. Г. Закоморный                                         | —    | [ 27 ]                      |
|             | Навашину С. Г. Учёный                                                                | Пятницкая улица, 48, стр. 4 Институт астрономии РАН | В этом доме с 1923 года по 1929 год работал ученый-биолог академик Сергей Гаврилович Навашин | Доска из белого мрамора | арх. И. Н. Андрианов                                         | 1986 | [ 29 ] [ 30 ]               |
|             | Памяти сотрудников милиции, павших на боевых постах                                  | Пятницкая улица, 49а, стр. 2 | Сотрудникам павшим на боевых постах по охране порядка в Замоскворечье (далее ― 5 фамилий с инициалами и датами гибели) | Доска из чёрного гранита со стилизованным изображением пятиконечной звезды и лавровых ветвей | —                                                            | 1991 | [ 29 ] [ 31 ]               |
|             | Памяти павших в Великой Отечественной войне                                          | Пятницкая улица, 49а, стр. 2 | Сотрудникам 47 отделения милиции павшим на боевом посту при бомбардировке Москвы фашистской авиацией 22 июля 1941 г. (далее ― 6 фамилий с инициалами) | Доска из чёрного гранита со стилизованным изображением пятиконечной звезды и лавровых ветвей | —                                                            | 1991 | [ 29 ] [ 31 ]               |
|             | Землячке Р. С. Государственный деятель                                               | Пятницкая улица, 64, стр. 1 При демонтаже во время реставрации здания доска получила значительные повреждения и находится на временном хранении до принятия решения о возможности её восстановления | В этом доме в 1921-1924 годах работала выдающийся деятель советского государства Р. С. Землячка | Доска из красного гранита с бронзовым барельефным портретом, украшенный лавровой ветвью с лентой | ск. В. М. Терзибашьян арх. И. А. Француз                     | —    | [ 32 ] [ 33 ] [ 34 ] [ 35 ] |
|             | Памяти событий Великой Отечественной войны                                           | Пятницкая улица, 70/41 | Здесь в июле 1941 г. были сформированы подразделения 17й дивизии народного ополчения Москворецкого района которая за военную доблесть проявленную в боях с немецко-фашистскими захватчиками была награждена орденом боевого Красного Знамени и получила почетное наименование Бобруйской Краснознаменной стрелковой дивизии                            | Доска из бронзы с барельефным изображением рабочего-ополченца, сжимающего в руке винтовку со штыком, и ряда штыков | арх. А. Г. Чалтыкьян                                         | 1977 | [ 32 ] [ 20 ] [ 36 ]        |
|             | Памяти событий Революции 1905—1907 годов                                             | Пятницкая улица, 71/5, стр. 1 | Здесь в 1905 году проходили массовые митинги рабочих и были напечатаны 1й и 3й номера Известий Московского Совета рабочих депутатов | Доска из красного гранита | —                                                            | 1930 | [ 32 ] [ 10 ] [ 37 ]        |
|             | Саркисову Д. С. Учёный                                                               | Б. Серпуховская улица, 27, стр. 1 | Академик РАМН Саркисов Донат Семёнович 1924―2000 | Доска неправильной округлой формы из красного гранита с барельефным портретом | —                                                            | —    | [ 32 ]                      |
|             | Памяти событий Великой Отечественной войны                                           | Б. Серпуховская улица, 27, стр. 1 | Здесь в июле 1941 г. были сформированы подразделения 17-й дивизии народного ополчения Москворецкого района, которая за военную доблесть, проявленную в боях с немецко-фашистскими захватчиками была награждена орденом боевого Красного Знамени и получила почетное наименование «Бобруйской Краснознаменной стрелковой дивизии»                       | Доска из бронзы с барельефным изображением рабочего-ополченца, сжимающего в руке винтовку со штыком, и ряда штыков | арх. А. Г. Чалтыкьян                                         | 1977 | [ 38 ] [ 20 ] [ 36 ]        |
|             | Кузину М. И. Учёный                                                                  | Б. Серпуховская улица, 27, стр. 1 | Академик Кузин Михаил Ильич возглавлял институт с 1973 по 1988 год | Двухчастная доска из красного гранита с бронзовым барельефным портретом | —                                                            | —    | [ 38 ]                      |
|             | Вишневскому А. А. Хирург                                                             | Б. Серпуховская улица, 27, стр. 1 | Герой Социалистического Труда, лауреат Ленинской и Государственной премий СССР, академик АМН СССР, генерал-полковник М/С профессор Александр Александрович Вишневский возглавлял институт с 1948 по 1975 г. | Доска из бронзы с барельефным портретом | ск. А. Н. Загорбенин арх. Э. М. Барклай                      | 1979 | [ 38 ] [ 30 ] [ 39 ]        |
|             | Памяти событий Великой Отечественной войны                                           | Стремянный переулок, 28, стр. 1 I учебный корпус РЭУ имени Г. В. Плеханова | Здесь в суровые дни Великой Отечественной войны июль 1941 г. была сформирована Дивизия народного ополчения Москворецкого района г. Москвы которая за воинскую доблесть проявленную в боях с немецко-фашистскими захватчиками была награждена правительственной наградой и получила почетное наименование Бобруйская стрелковая Краснознаменная дивизия | Доска из белого мрамора | —                                                            | 1965 | [ 40 ] [ 20 ] [ 41 ]        |
|             | Ленину В. И. Государственный деятель                                                 | Стремянный переулок, 28, стр. 1 I учебный корпус РЭУ имени Г. В. Плеханова | Владимир Ильич Ленин выступал в этом здании с речами в 1918 году 1 августа на митинге Варшавского революционного полка, 8 ноября на совещании делегатов комитетов бедноты центральных губерний, в 1920 году 1 мая на митинге рабочих Замоскворецкого района, 29 ноября на общем собрании коммунистов Замоскворечья                                     | Доска из бронзы с барельефным портретом | ск. С. Я. Ковнер                                             | 1970 | [ 40 ] [ 23 ] [ 42 ]        |
|             | Тарковскому А. А. Режиссёр                                                           | Стремянный переулок, 33/35 Школа № 627 имени генерала Д. Д. Лелюшенко | Здесь в 1939-1951 гг. учился выдающийся кинорежиссер XX века Андрей Тарковский | Доска из чёрного гранита | —                                                            | 2000 | [ 40 ]                      |
|             | Меню А. В. Священник                                                                 | Стремянный переулок, 33/35 Школа № 627 имени генерала Д. Д. Лелюшенко | Здесь в 1943-1953 гг. учился священник, выдающийся богослов о. Александр Мень | Доска из чёрного гранита | —                                                            | 2000 | [ 40 ]                      |
|             | Пинскому А. А. Педагог                                                               | Стремянный переулок, 33/35 Школа № 627 имени генерала Д. Д. Лелюшенко | В этом здании в 1992-2005 гг. работал Анатолий Аркадьевич Пинский талантливый педагог, основатель и директор первой в России Свободной Вальдорфской школы № 1060 | Доска из чёрного гранита со стилизованным рельефным изображением фигур четырёх человек и Солнца | —                                                            | —    |                             |
|             | Памяти событий Великой Отечественной войны                                           | Улица Щипок, 4, стр. 1 | Здесь в суровые дни Великой Отечественной войны июль 1941 г. была сформирована Дивизия народного ополчения Москворецкого района г. Москвы которая за воинскую доблесть проявленную в боях с немецко-фашистскими захватчиками была награждена правительственной наградой и получила почетное наименование Бобруйская стрелковая Краснознаменная дивизия | Доска из белого мрамора с изображением звезды | —                                                            | —    | [ 43 ] [ 20 ] [ 36 ]        |